# Jean-Jacques Surian
Pour les articles homonymes, voir Surian.

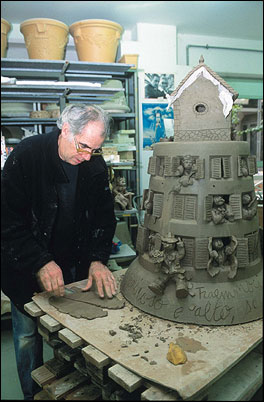
Jean-Jacques Surian modelant dans l'atelier de Jacques Ravel.

Jean-Jacques Surian, né le 20 janvier 1942 à Marseille, est un peintre et céramiste français.

## Biographie
Jean-Jacques Surian a réalisé de nombreuses expositions, sa première a eu lieu à Marseille en 1965. Il a été inspiré par les peintres de sa région, Cézanne, et Vincent van Gogh. Il défend l’idée que « l’art est un engagement d’une vie avec la liberté de création liée à la nécessité intérieure », en accord avec Yves Michaux.
Jean-Jacques Surian a été remarqué par le magazine Art Actuel en 2004 (article illustré no mars/avril 2004) en exposant une série de tableaux à Aix-en-Provence sur La Divine Comédie de Dante. Le musée d'Aix-en-Provence a acquis en 2005 le triptyque La Vie édifiante de Cézanne. Il a participé en 2006 à « l'année Cézanne » avec une exposition au musée des tapisseries d'Aix-en-Provence, où il a réinterprété l'œuvre du maître d'Aix. La ville d'Aix lui a demandé de réaliser une œuvre en faïence et haut-relief en grès avec l'atelier et le sculpteur céramiste Pierre Architta, pour marquer l'année Cézanne 2006. Elle est destinée à être installée sur un mur pignon de la ville en juin 2007.

## Exposition
- Marseille, musée des Arts de Provence, La tragi-comédie de Jean-Jacques Surian, 18 octobre 2024- 23 mars 2025[3].